# Yamossens naturreservat
Yamossens naturreservat är ett naturreservat i Hylte kommun i Hallands län.
Området är naturskyddat sedan 2022 och är 184 hektar stort. Reservatet ligger öster om Hyltebruk och består av myrområde med sumpskog och trädbevuxna myrholmar. Dessutom finns gammal bokskog invid myren.